# اکساالان، بالو
اکساالان، بالو (به لاتین: Akçaalan, Bolu) یک منطقهٔ مسکونی در ترکیه است که در استان بولی واقع شده‌است.

## خصوصیات
اکساالان ۱۴۹ نفر جمعیت دارد.